# Tecnologia ArrowBio
La Tecnologia ArrowBio è un trattamento meccanico-biologico dei rifiuti che consiste in una digestione anaerobica "personalizzata" per l'accettazione in ingresso di RUR (Rifiuti Urbani Residui) non trattati.

## Procedimento
Il pretrattamento viene effettuato in loco tramite un'immersione degli stessi in un bagno di acqua che, basandosi sulla diversa densità dei materiali presenti nei rifiuti, funge da separatore nelle seguenti correnti:
- una costituita dai materiali non solubili, destinabili a riciclo secondo il proponente;
- l'altra, comprendente tutte le frazioni a base di biomassa (inclusi carta e cartone), che costituisce l'alimentazione alla successiva fase di digestione anaerobica di tipo tradizionale.

I flussi in uscita dal trattamento sono i seguenti:
- metalli ferrosi e non
- vetro e inerti
- plastiche leggere e pesanti
- biogas da destinare a recupero energetico
- digestato
- acque reflue da trattare

I rifiuti dopo essere passati attraverso un "rompisacchi", vengono inviati in una vasca contenente acqua dove, grazie alla diversa densità, vengono separati idromeccanicamente.
La parte più pesante costituita dai materiali inorganici viene raccolta ed inviata ad una linea di trattamento per l'ulteriore separazione dei metalli ferrosi (tramite separatori magnetici), dei metalli non ferrosi (tramite separatori a correnti indotte) e del vetro.
Il surnatante (componente che galleggia) costituito dalle frazioni più leggere (plastiche, materiali organici biodegradabili) abbandona la vasca assieme al flusso liquido.
Lungo il percorso in uscita prosegue la dissoluzione in acqua delle frazioni biodegradabili (inclusi carta e cartone). Ai fini della riduzione delle dimensioni è previsto un apposito trituratore rotativo seguito da un “Hydro-Crusher” che costituisce una parte rilevante del brevetto di questa tecnologia. La separazione del surnatante residuo (per lo più costituito da materiali plastici) avviene in un decantatore, mentre la corrente liquida alimenta la digestione anaerobica. Da quest'ultimo trattamento si originano il biogas da destinare alla produzione di energia elettrica e/o termica e un fango biologico.

## Applicazioni
Il primo impianto da 40.000 tonnellate annue basato sulla tecnologia ArrowBio è in esercizio a Tel Aviv (Israele), presso una discarica di rifiuti urbani esaurita e in corso di bonifica; di tale impianto è previsto l'ampliamento fino ad una capacità di 50.000 t/a. Sono in corso di realizzazione altri impianti, tra i quali quelli di Falkirk (Scozia) da 70.000 t/a e Pachuca (Messico) da 180.000 t/a.
La tecnologia ArrowBio è stata messa a punto dall Arrow Ecology Ltd, società israeliana di ingegneria e servizi in campo ambientale.
L'aspetto innovativo di questa tecnologia è riconducibile al fatto che essa è in grado di accettare come alimentazione ad un impianto di digestione anaerobica dei RUR non pretrattati, dai quali, secondo quanto dichiarato dal proponente, è possibile ricavare frazioni valorizzabili (metalli, vetro, plastica).
Per il resto si tratta di una tecnologia di digestione anaerobica tradizionale, di cui sono noti vantaggi e svantaggi, nella quale la novità è costituita dalla presenza in soluzione di fibre organiche provenienti dalla dissoluzione di carta e cartone.
Non essendo in grado, sulla base dei dati disponibili, di dare un giudizio definitivo sulla validità complessiva del trattamento, si intende richiamare l'attenzione sul fatto che si tratta di una tecnologia "site specific" che non risulta essere di agevole estensione a tutti i contesti. Ci si riferisce in particolare alla efficacia e all'efficienza del sistema separativo proposto che può inficiare pesantemente l'effettiva riciclabilità dei flussi recuperati, al reimpiego, dichiarato dal proponente, del digestato come ammendante, alle problematiche connesse con la gestione di notevoli portate di acqua a cui occorre assicurare adeguato trattamento prima dello scarico in un corpo ricettore. Un accurato esame meriterebbero anche i dati dichiarati in merito alle rese di conversione in biogas ed alle sue caratteristiche.